# والتر هال
والتر هال (بالإنجليزية: Walter D'Arcy Hall)‏ هو سياسي بريطاني (وحمل سابقاً جنسية المملكة المتحدة لبريطانيا العظمى وأيرلندا)، ولد في 10 أغسطس 1891 في أستراليا، وتوفي في 22 يناير 1980. حزبياً، نشط في حزب المحافظين. في الانتخابات العامة في المملكة المتحدة 1924 ‏، انتخب عضو برلمان المملكة المتحدة الـ34 عن دائرة بريكون ورادنورشير (29 أكتوبر 1924 – 10 مايو 1929) وفي الانتخابات العامة في المملكة المتحدة 1931 ‏، انتخب عضو برلمان المملكة المتحدة الـ36 عن دائرة بريكون ورادنورشير (27 أكتوبر 1931 – 25 أكتوبر 1935).